# エリック・ペープ
エリック・ペープとして知られるフレデリク・L・ペープ（Frederic L. Pape、通称:  Eric Pape、1870年10月17日 - 1938年11月7日）はアメリカ合衆国の画家、イラストレーター、版画家である。

## 略歴
サンフランシスコで生まれた。サンフランシスコの美術学校(California School of Design)でエミール・カールセンに学んだ後、1888年にフランスに留学し、パリ国立高等美術学校でジャン＝レオン・ジェロームに学び、アカデミー・ジュリアンでジュール・ジョゼフ・ルフェーブルやジャン＝ジョセフ・バンジャマン＝コンスタンからも学んだ。
ヨーロッパ各地を旅し、1889年にはドイツ北部で1年間、農民たちの中で暮らし、1890年にパリの国民美術協会の展覧会に職人の姿を描いた作品を出展した。この作品は1894年にサンフランシスコで開かれた博覧会（California Midwinter International Exposition）にも出展し、メダルを受賞した。
1890年にはエジプトに渡りそこで2年間、過ごしピラミッドやスフィンクスのそばに住んだ、古代建造物を研究し、ナイル川やサハラ砂漠を旅した。描いた作品はパリの展覧会やカイロの博覧会、1893年のシカゴ万国博覧会 (1893年)シカゴ万国博覧会に出展した。
1894年にアメリカに帰国した。その年ボストンでイラストレーターのアリス・モンローと結婚した。ボストンの私立の美術学校（Cowles Art School）で1年間、教えた後、1898年に美術学校「Eric Pape School of Art」を設立した。ペープの教えて学生にはN・C・ワイエスがいる。
イラストレーターとして成功し、「スクリブナーズ・マガジン」、「コスモポリタン」、「センチュリー・マガジン」、「ウーマンズ・ワールド」などの雑誌にの記事のイラストレーションを描いた。マディソン・カウェイン（Madison Cawein）の詩集やヘンリー・ジェイムズの『ねじの回転』 (1898年)やルー・ウォレスの『The Fair God』 (1898年)などの挿絵を描いた。舞台美術家としても働き、パーシィ・マッケー（Percy Mackaye）の舞台美術の仕事もした。
1911年に最初の妻が亡くなり、1920年に再婚した。

## 作品

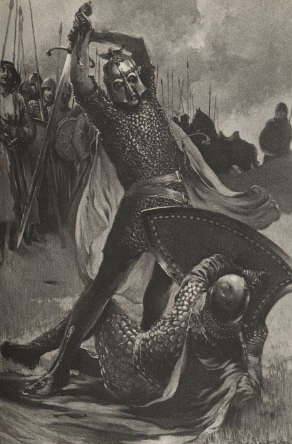
マディソン・カウェインの詩集の挿絵 (1907)
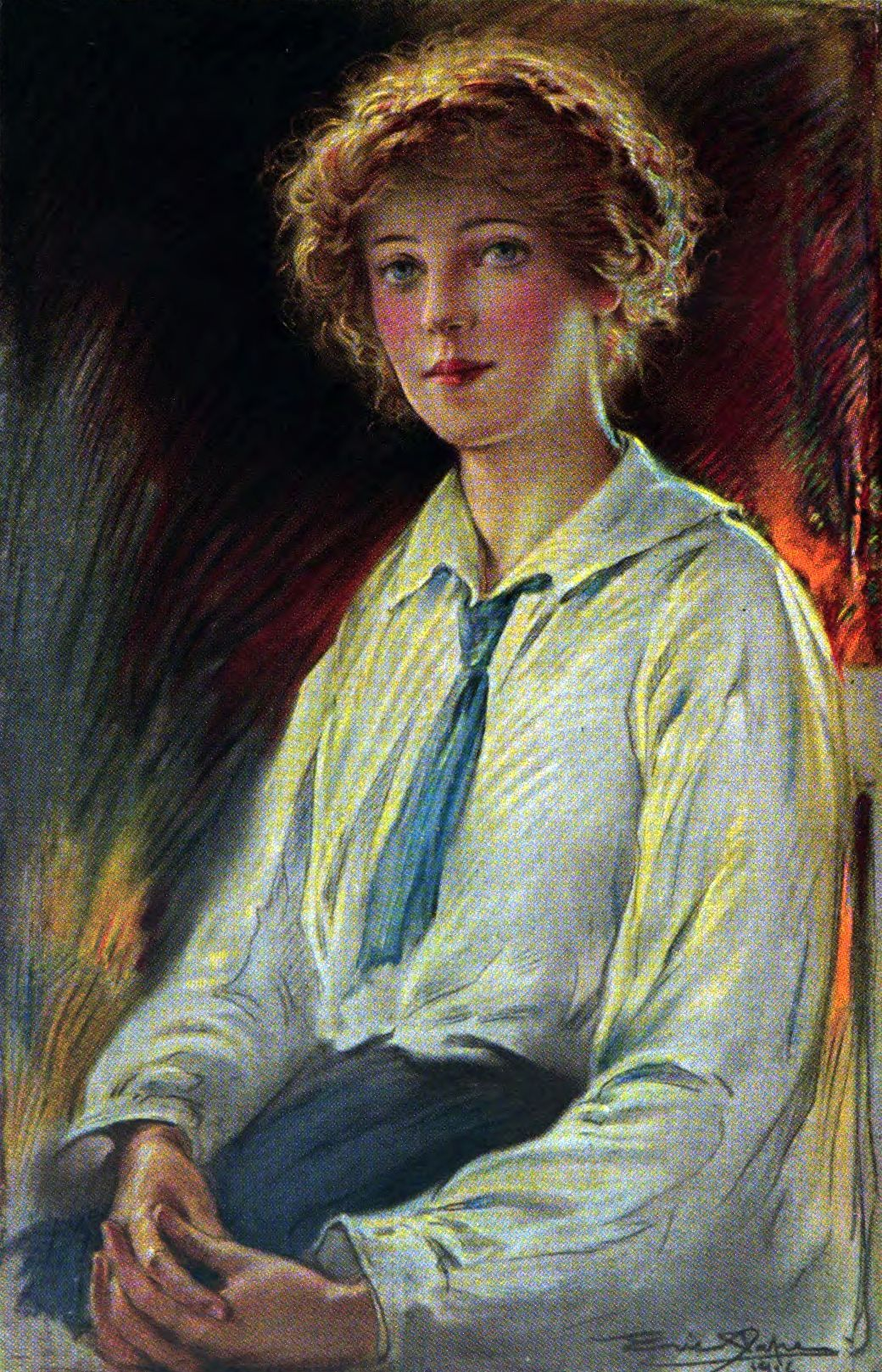
Honoré Willsie Morrowの小説「LYDIA OF THE PINES」の挿絵
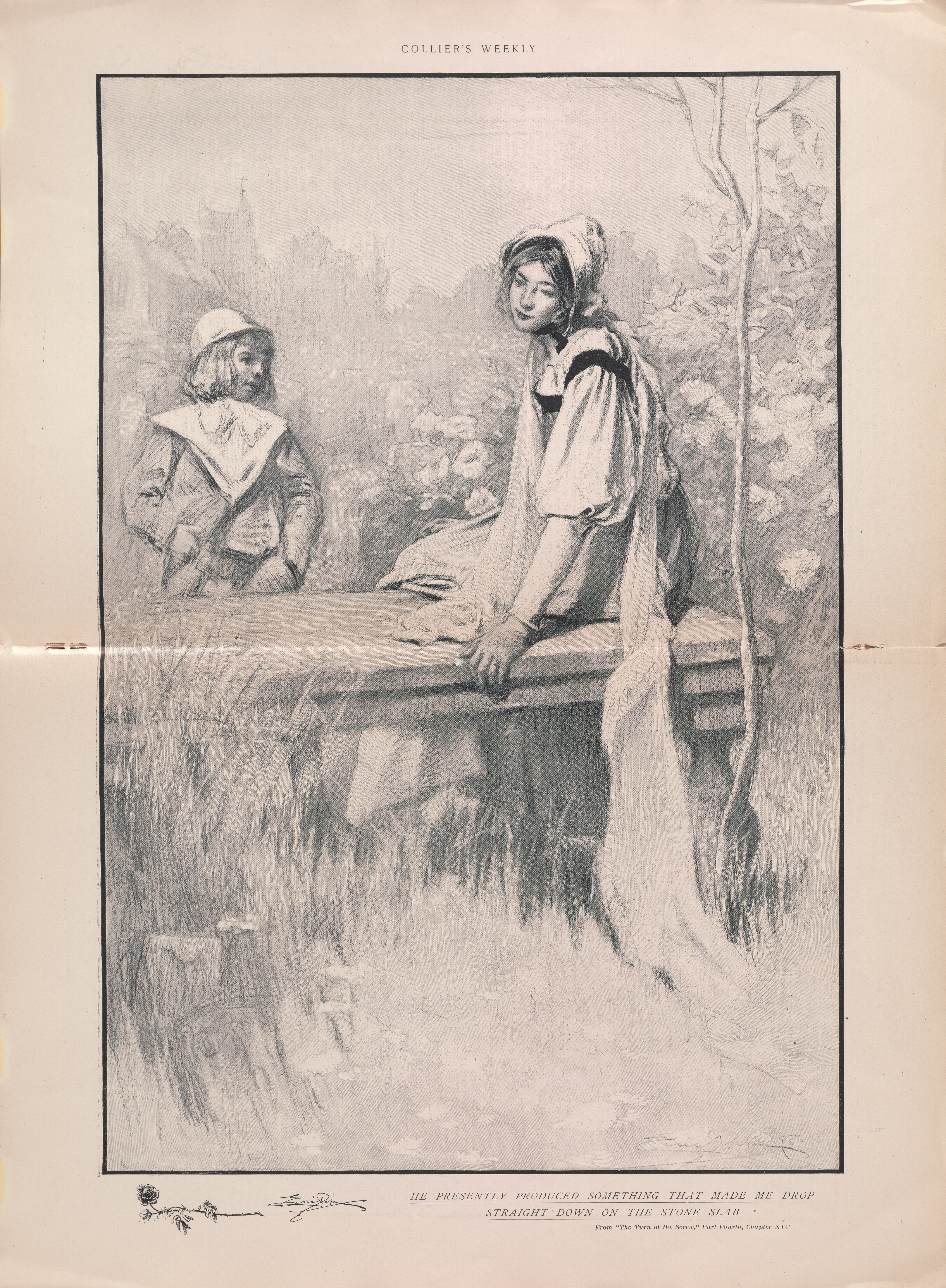
ヘンリー・ジェイムズの『ねじの回転』の挿絵
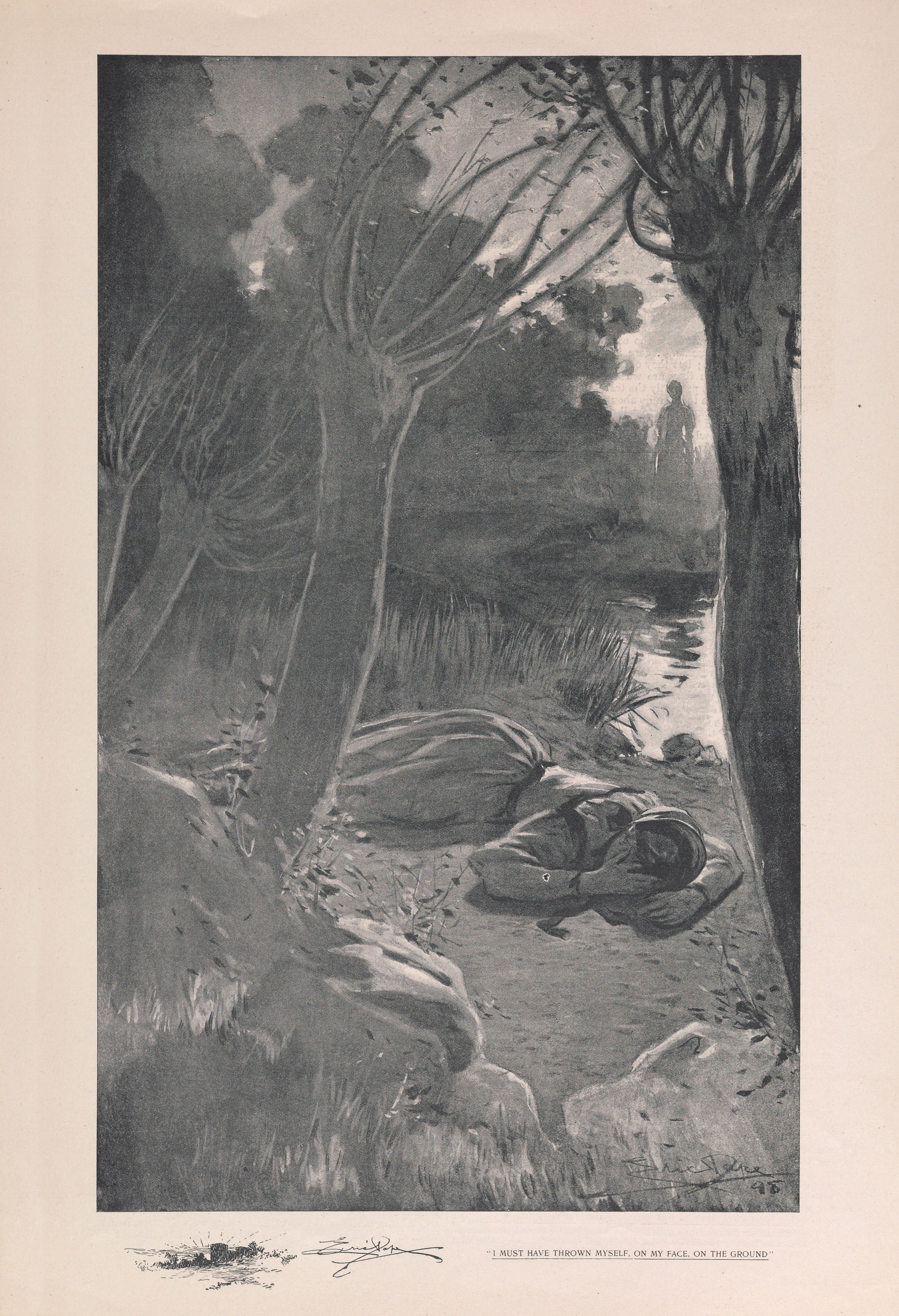
ヘンリー・ジェイムズの『ねじの回転』の挿絵